# ۲۵ سپتامبر
۲۵ سپتامبر در تقویم گرگوری، دویست و شصت و هشتمین (در سال‌های کبیسه دویست و شصت و نهمین) روز سال است. ۹۷ روز تا پایان سال باقی است.

## رویدادها
- 1992 - پرتاب ماهواره دیدبان مریخ .[۱]

## زادروزها
- ۱۸۹۷ – ویلیام فاکنر، رمان‌نویس آمریکایی و برندهٔ جایزه نوبل ادبیات
- ۱۹۲۵ – پیتر سلرز، بازیگر بریتانیایی
- ۱۹۳۹ - فیروز خان، بازیگر، کارگردان و تدوین‌گر هندی
- ۱۹۴۲ – هنری پسکارولو، رانندهٔ مسابقات اتومبیل‌رانی اهل فرانسه
- ۱۹۹۱ – الکساندر روسی، رانندهٔ مسابقات اتومبیل‌رانی اهل ایالات متحده آمریکا
- ۱۹۶۸ – ویل اسمیت ، بازیگر آمریکایی

## مرگ‌ها
- ۱۵۷۵ – آساکورا کاگه‌تاکه، سامورایی اهل ژاپن (ز. ۱۵۳۶)
- ۱۹۷۰ – اریش ماریا رمارک نویسنده
- ۱۹۷۳ – پابلو نرودا نویسنده اهل شیلی و برنده جایزه نوبل.

## رخدادها
- ۲۵ سپتامبر ۳۷۶۰ (پیش از میلاد) – روز آفرینش، نخستین روز گاهشماری یهودی.